# Иностранные языки Видео снято в Рязанском политехническом колледже в феврале 2013 года
Иностранные языки Видео снято в Рязанском политехническом колледже в феврале 2013 года. Все мультфильмы: 1 февраля 2013 г. - Ну, погоди! (1969-1986) (Дубляж на английском, венгерском, немецком, испанском, чешском, польском, словацком, латышском, литовском, эстонском, африкаанс, датском, нидерландском, норвежском, шведском, украинском, коми, белорусском, татарском, крымскотатарском, болгарском, греческом, македонском, румынском, португальском (Португалия), португальском (Португалия), итальянском, французском, арабском, персидском, армянском, китайском, корейском, японском, абхазском, аварском, осетинском, чеченском, азербайджанском, албанском, турецком, узбекском, казахском, киргизском, курдском, вьетнамском, грузинском, башкирском и эсперанто языках) - 2 февраля 2013 г. - Бобик в гостях у Барбоса (1977) - 3 февраля 2013 г. - Three Little Pigs (1933) (Дубляж на русском, венгерском, немецком, испанском, чешском, польском, словацком, латышском, литовском, эстонском, африкаанс, датском, нидерландском, норвежском, шведском, украинском, коми, белорусском, татарском, крымскотатарском, болгарском, греческом, македонском, румынском, португальском (Португалия), португальском (Португалия), итальянском, французском, арабском, персидском, армянском, китайском, корейском, японском, абхазском, аварском, осетинском, чеченском, азербайджанском, албанском, турецком, узбекском, казахском, киргизском, курдском, вьетнамском, грузинском, башкирском и эсперанто языках) - 4 февраля 2013 г. - Blitz Wolf (1942) (Дубляж на русском, венгерском, немецком, испанском, чешском, польском, словацком, латышском, литовском, эстонском, африкаанс, датском, нидерландском, норвежском, шведском, украинском, коми, белорусском, татарском, крымскотатарском, болгарском, греческом, македонском, румынском, португальском (Португалия), португальском (Португалия), итальянском, французском, арабском, персидском, армянском, китайском, корейском, японском, абхазском, аварском, осетинском, чеченском, азербайджанском, албанском, турецком, узбекском, казахском, киргизском, курдском, вьетнамском, грузинском, башкирском и эсперанто языках) - 5 февраля 2013 г. - One Ham's Family (1943) (Дубляж на русском, венгерском, немецком, испанском, чешском, польском, словацком, латышском, литовском, эстонском, африкаанс, датском, нидерландском, норвежском, шведском, украинском, коми, белорусском, татарском, крымскотатарском, болгарском, греческом, македонском, румынском, португальском (Португалия), португальском (Португалия), итальянском, французском, арабском, персидском, армянском, китайском, корейском, японском, абхазском, аварском, осетинском, чеченском, азербайджанском, албанском, турецком, узбекском, казахском, киргизском, курдском, вьетнамском, грузинском, башкирском и эсперанто языках) - 6 февраля 2013 г. - Krtek malířem (1972) (Дубляж на русском, английском, венгерском, немецком, испанском, польском, словацком, латышском, литовском, эстонском, африкаанс, датском, нидерландском, норвежском, шведском, украинском, коми, белорусском, татарском, крымскотатарском, болгарском, греческом, македонском, румынском, португальском (Португалия), португальском (Португалия), итальянском, французском, арабском, персидском, армянском, китайском, корейском, японском, абхазском, аварском, осетинском, чеченском, азербайджанском, албанском, турецком, узбекском, казахском, киргизском, курдском, вьетнамском, грузинском, башкирском и эсперанто языках) - 7 февраля 2013 г. - Reksio poliglota (1967) (Дубляж на русском, английском, венгерском, немецком, испанском, словацком, латышском, литовском, эстонском, африкаанс, датском, нидерландском, норвежском, шведском, украинском, коми, белорусском, татарском, крымскотатарском, болгарском, греческом, македонском, румынском, португальском (Португалия), португальском (Португалия), итальянском, французском, арабском, персидском, армянском, китайском, корейском, японском, абхазском, аварском, осетинском, чеченском, азербайджанском, албанском, турецком, узбекском, казахском, киргизском, курдском, вьетнамском, грузинском, башкирском и эсперанто языках) - 8 февраля 2013 г. - Fantadroms (1985-1995) (Дубляж на русском, венгерском, немецком, испанском, чешском, польском, словацком, литовском, эстонском, африкаанс, датском, нидерландском, норвежском, шведском, украинском, коми, белорусском, татарском, крымскотатарском, болгарском, греческом, македонском, румынском, португальском (Португалия), португальском (Португалия), итальянском, французском, арабском, персидском, армянском, китайском, корейском, японском, абхазском, аварском, осетинском, чеченском, азербайджанском, албанском, турецком, узбекском, казахском, киргизском, курдском, вьетнамском, грузинском, башкирском и эсперанто языках) - 9 февраля 2013 г. - Neparastie rīdzinieki (2001) (Дубляж на русском, английском, венгерском, немецком, испанском, чешском, польском, словацком, литовском, эстонском, африкаанс, датском, нидерландском, норвежском, шведском, украинском, коми, белорусском, татарском, крымскотатарском, болгарском, греческом, македонском, румынском, португальском (Португалия), португальском (Португалия), итальянском, французском, арабском, персидском, армянском, китайском, корейском, японском, абхазском, аварском, осетинском, чеченском, азербайджанском, албанском, турецком, узбекском, казахском, киргизском, курдском, вьетнамском, грузинском, башкирском и эсперанто языках) - 10 февраля 2013 г. - Zaķīšu pirtiņa (1979) (Дубляж на русском, английском, венгерском, немецком, испанском, чешском, польском, словацком, литовском, эстонском, африкаанс, датском, нидерландском, норвежском, шведском, украинском, коми, белорусском, татарском, крымскотатарском, болгарском, греческом, македонском, румынском, португальском (Португалия), португальском (Португалия), итальянском, французском, арабском, персидском, армянском, китайском, корейском, японском, абхазском, аварском, осетинском, чеченском, азербайджанском, албанском, турецком, узбекском, казахском, киргизском, курдском, вьетнамском, грузинском, башкирском и эсперанто языках) - 11 февраля 2013 г. - Kā vilks sivēntiņu neapēda (1972) (Дубляж на русском, английском, венгерском, немецком, испанском, чешском, польском, словацком, литовском, эстонском, африкаанс, датском, нидерландском, норвежском, шведском, украинском, коми, белорусском, татарском, крымскотатарском, болгарском, греческом, македонском, румынском, португальском (Португалия), португальском (Португалия), итальянском, французском, арабском, персидском, армянском, китайском, корейском, японском, абхазском, аварском, осетинском, чеченском, азербайджанском, албанском, турецком, узбекском, казахском, киргизском, курдском, вьетнамском, грузинском, башкирском и эсперанто языках) - 12 февраля 2013 г. - Ну, погоди! (телевыпуск 1) (1980) (Дубляж на английском, венгерском, немецком, испанском, чешском, польском, словацком, латышском, литовском, эстонском, африкаанс, датском, нидерландском, норвежском, шведском, украинском, коми, белорусском, татарском, крымскотатарском, болгарском, греческом, македонском, румынском, португальском (Португалия), португальском (Португалия), итальянском, французском, арабском, персидском, армянском, китайском, корейском, японском, абхазском, аварском, осетинском, чеченском, азербайджанском, албанском, турецком, узбекском, казахском, киргизском, курдском, вьетнамском, грузинском, башкирском и эсперанто языках) - 13 февраля 2013 г. - Ну, погоди! (телевыпуски 2-3) (1981) (Дубляж на английском, венгерском, немецком, испанском, чешском, польском, словацком, латышском, литовском, эстонском, африкаанс, датском, нидерландском, норвежском, шведском, украинском, коми, белорусском, татарском, крымскотатарском, болгарском, греческом, македонском, румынском, португальском (Португалия), португальском (Португалия), итальянском, французском, арабском, персидском, армянском, китайском, корейском, японском, абхазском, аварском, осетинском, чеченском, азербайджанском, албанском, турецком, узбекском, казахском, киргизском, курдском, вьетнамском, грузинском, башкирском и эсперанто языках) - 14 февраля 2013 г. - Непоседа (1983) (Дубляж на английском, венгерском, немецком, испанском, чешском, польском, словацком, латышском, литовском, эстонском, африкаанс, датском, нидерландском, норвежском, шведском, украинском, коми, белорусском, татарском, крымскотатарском, болгарском, греческом, македонском, румынском, португальском (Португалия), португальском (Португалия), итальянском, французском, арабском, персидском, армянском, китайском, корейском, японском, абхазском, аварском, осетинском, чеченском, азербайджанском, албанском, турецком, узбекском, казахском, киргизском, курдском, вьетнамском, грузинском, башкирском и эсперанто языках) - 15 февраля 2013 г. - Дом для леопарда (1979) (Дубляж на английском, венгерском, немецком, испанском, чешском, польском, словацком, латышском, литовском, эстонском, африкаанс, датском, нидерландском, норвежском, шведском, украинском, коми, белорусском, татарском, крымскотатарском, болгарском, греческом, македонском, румынском, португальском (Португалия), португальском (Португалия), итальянском, французском, арабском, персидском, армянском, китайском, корейском, японском, абхазском, аварском, осетинском, чеченском, азербайджанском, албанском, турецком, узбекском, казахском, киргизском, курдском, вьетнамском, грузинском, башкирском и эсперанто языках) - 16 февраля 2013 г. - Чертёнок с пушистым хвостом (1985) (Дубляж на английском, венгерском, немецком, испанском, чешском, польском, словацком, латышском, литовском, эстонском, африкаанс, датском, нидерландском, норвежском, шведском, украинском, коми, белорусском, татарском, крымскотатарском, болгарском, греческом, македонском, румынском, португальском (Португалия), португальском (Португалия), итальянском, французском, арабском, персидском, армянском, китайском, корейском, японском, абхазском, аварском, осетинском, чеченском, азербайджанском, албанском, турецком, узбекском, казахском, киргизском, курдском, вьетнамском, грузинском, башкирском и эсперанто языках) - 17 февраля 2013 г. - Раз, два - дружно! (1967) (Дубляж на английском, венгерском, немецком, испанском, чешском, польском, словацком, латышском, литовском, эстонском, африкаанс, датском, нидерландском, норвежском, шведском, украинском, коми, белорусском, татарском, крымскотатарском, болгарском, греческом, македонском, румынском, португальском (Португалия), португальском (Португалия), итальянском, французском, арабском, персидском, армянском, китайском, корейском, японском, абхазском, аварском, осетинском, чеченском, азербайджанском, албанском, турецком, узбекском, казахском, киргизском, курдском, вьетнамском, грузинском, башкирском и эсперанто языках) - 18 февраля 2013 г. - Волк и телёнок (1984) (Дубляж на английском, венгерском, немецком, испанском, чешском, польском, словацком, латышском, литовском, эстонском, африкаанс, датском, нидерландском, норвежском, шведском, украинском, коми, белорусском, татарском, крымскотатарском, болгарском, греческом, македонском, румынском, португальском (Португалия), португальском (Португалия), итальянском, французском, арабском, персидском, армянском, китайском, корейском, японском, абхазском, аварском, осетинском, чеченском, азербайджанском, албанском, турецком, узбекском, казахском, киргизском, курдском, вьетнамском, грузинском, башкирском и эсперанто языках) - 19 февраля 2013 г. - Ну, погоди! (1969-1986) (Дубляж на английском, венгерском, немецком, испанском, чешском, польском, словацком, латышском, литовском, эстонском, африкаанс, датском, нидерландском, норвежском, шведском, украинском, коми, белорусском, татарском, крымскотатарском, болгарском, греческом, македонском, румынском, португальском (Португалия), португальском (Португалия), итальянском, французском, арабском, персидском, армянском, китайском, корейском, японском, абхазском, аварском, осетинском, чеченском, азербайджанском, албанском, турецком, узбекском, казахском, киргизском, курдском, вьетнамском, грузинском, башкирском и эсперанто языках) - 20 февраля 2013 г. - Бобик в гостях у Барбоса (1977) - 3 марта 2013 г. - Three Little Pigs (1933) (Дубляж на русском, венгерском, немецком, испанском, чешском, польском, словацком, латышском, литовском, эстонском, африкаанс, датском, нидерландском, норвежском, шведском, украинском, коми, белорусском, татарском, крымскотатарском, болгарском, греческом, македонском, румынском, португальском (Португалия), португальском (Португалия), итальянском, французском, арабском, персидском, армянском, китайском, корейском, японском, абхазском, аварском, осетинском, чеченском, азербайджанском, албанском, турецком, узбекском, казахском, киргизском, курдском, вьетнамском, грузинском, башкирском и эсперанто языках) - 21 февраля 2013 г. - Three Little Pigs (1933) (Дубляж на русском, венгерском, немецком, испанском, чешском, польском, словацком, латышском, литовском, эстонском, африкаанс, датском, нидерландском, норвежском, шведском, украинском, коми, белорусском, татарском, крымскотатарском, болгарском, греческом, македонском, румынском, португальском (Португалия), португальском (Португалия), итальянском, французском, арабском, персидском, армянском, китайском, корейском, японском, абхазском, аварском, осетинском, чеченском, азербайджанском, албанском, турецком, узбекском, казахском, киргизском, курдском, вьетнамском, грузинском, башкирском и эсперанто языках) - 22 февраля 2013 г. - Blitz Wolf (1942) (Дубляж на русском, венгерском, немецком, испанском, чешском, польском, словацком, латышском, литовском, эстонском, африкаанс, датском, нидерландском, норвежском, шведском, украинском, коми, белорусском, татарском, крымскотатарском, болгарском, греческом, македонском, румынском, португальском (Португалия), португальском (Португалия), итальянском, французском, арабском, персидском, армянском, китайском, корейском, японском, абхазском, аварском, осетинском, чеченском, азербайджанском, албанском, турецком, узбекском, казахском, киргизском, курдском, вьетнамском, грузинском, башкирском и эсперанто языках) - 23 февраля 2013 г. - One Ham's Family (1943) (Дубляж на русском, венгерском, немецком, испанском, чешском, польском, словацком, латышском, литовском, эстонском, африкаанс, датском, нидерландском, норвежском, шведском, украинском, коми, белорусском, татарском, крымскотатарском, болгарском, греческом, македонском, румынском, португальском (Португалия), португальском (Португалия), итальянском, французском, арабском, персидском, армянском, китайском, корейском, японском, абхазском, аварском, осетинском, чеченском, азербайджанском, албанском, турецком, узбекском, казахском, киргизском, курдском, вьетнамском, грузинском, башкирском и эсперанто языках) - 24 февраля 2013 г. - Krtek malířem (1972) (Дубляж на русском, английском, венгерском, немецком, испанском, польском, словацком, латышском, литовском, эстонском, африкаанс, датском, нидерландском, норвежском, шведском, украинском, коми, белорусском, татарском, крымскотатарском, болгарском, греческом, македонском, румынском, португальском (Португалия), португальском (Португалия), итальянском, французском, арабском, персидском, армянском, китайском, корейском, японском, абхазском, аварском, осетинском, чеченском, азербайджанском, албанском, турецком, узбекском, казахском, киргизском, курдском, вьетнамском, грузинском, башкирском и эсперанто языках) - 25 февраля 2013 г. - Reksio poliglota (1967) (Дубляж на русском, английском, венгерском, немецком, испанском, словацком, латышском, литовском, эстонском, африкаанс, датском, нидерландском, норвежском, шведском, украинском, коми, белорусском, татарском, крымскотатарском, болгарском, греческом, македонском, румынском, португальском (Португалия), португальском (Португалия), итальянском, французском, арабском, персидском, армянском, китайском, корейском, японском, абхазском, аварском, осетинском, чеченском, азербайджанском, албанском, турецком, узбекском, казахском, киргизском, курдском, вьетнамском, грузинском, башкирском и эсперанто языках) - 26 февраля 2013 г. - Fantadroms (1985-1995) (Дубляж на русском, венгерском, немецком, испанском, чешском, польском, словацком, литовском, эстонском, африкаанс, датском, нидерландском, норвежском, шведском, украинском, коми, белорусском, татарском, крымскотатарском, болгарском, греческом, македонском, румынском, португальском (Португалия), португальском (Португалия), итальянском, французском, арабском, персидском, армянском, китайском, корейском, японском, абхазском, аварском, осетинском, чеченском, азербайджанском, албанском, турецком, узбекском, казахском, киргизском, курдском, вьетнамском, грузинском, башкирском и эсперанто языках) - 27 февраля 2013 г. - Neparastie rīdzinieki (2001) (Дубляж на русском, английском, венгерском, немецком, испанском, чешском, польском, словацком, литовском, эстонском, африкаанс, датском, нидерландском, норвежском, шведском, украинском, коми, белорусском, татарском, крымскотатарском, болгарском, греческом, македонском, румынском, португальском (Португалия), португальском (Португалия), итальянском, французском, арабском, персидском, армянском, китайском, корейском, японском, абхазском, аварском, осетинском, чеченском, азербайджанском, албанском, турецком, узбекском, казахском, киргизском, курдском, вьетнамском, грузинском, башкирском и эсперанто языках) - 28 февраля 2013 г. - Zaķīšu pirtiņa (1979) (Дубляж на русском, английском, венгерском, немецком, испанском, чешском, польском, словацком, литовском, эстонском, африкаанс, датском, нидерландском, норвежском, шведском, украинском, коми, белорусском, татарском, крымскотатарском, болгарском, греческом, македонском, румынском, португальском (Португалия), португальском (Португалия), итальянском, французском, арабском, персидском, армянском, китайском, корейском, японском, абхазском, аварском, осетинском, чеченском, азербайджанском, албанском, турецком, узбекском, казахском, киргизском, курдском, вьетнамском, грузинском, башкирском и эсперанто языках)
1. ↑  Рязанский политехнический колледж — Областное государственное бюджетное профессиональное образовательное учреждение "Рязанский политехнический колледж". Дата обращения: 16 августа 2025.